# Guillermo Ortega (Fußballspieler)
Guillermo Ortega (* 13. Dezember 1911 in Aguascalientes; † 1980 oder später), auch bekannt unter dem Spitznamen Perro, war ein mexikanischer Fußballspieler, der im Mittelfeld agierte.

## Leben
Ortega spielte während der gesamten 1930er Jahre für den Club Necaxa, der in jenen Jahren die beste Vereinsmannschaft Mexikos stellte. Die Necaxistas gewannen im Zeitraum zwischen 1932/33 und 1937/38 nicht nur vier Meistertitel, sondern stellten bei den Zentralamerikanischen Meisterschaften 1935 auch die überwiegende Mehrheit der Spieler, die mit der mexikanischen Nationalmannschaft den ersten (offiziellen) Titel gewannen.
Zwischen 1934 und 1938 bestritt „Perro“ Ortega insgesamt elf Länderspiele: sein erstes am 4. März 1934 im Rahmen der WM-Qualifikation gegen Kuba (3:2) und sein letztes am 22. Februar 1938 im Rahmen der vierten Zentralamerikanischen Meisterschaften in Panama, bei der Ortega in vier Spielen als Mannschaftskapitän fungierte.

## Erfolge

### Verein
- Mexikanischer Meister: 1932/33, 1934/35, 1936/37, 1937/38

### Nationalmannschaft
- Zentralamerikanischer Meister: 1935, 1938[3]